# 里帕布利克縣 (堪薩斯州)
里帕布利克县（英語：Republic County，簡稱RP）是美國堪薩斯州北部的一個縣，北鄰內布拉斯加州。面積1,866平方公里。根據美國2000年人口普查，共有人口5,835人。縣治貝爾維爾（Belleville）。
成立於1860年2月27日，1865年被撤，1868年重設並成立縣政府（1870年被解散，1878年恢復）。縣名來自里帕布利克河 （紀念肖尼族的一支）。